# Born in the U.S.A.
| 전문가 평가                   | 전문가 평가 |
| 평가 점수                     | 평가 점수   |
| 출처                          | 점수        |
| ----------------------------- | ----------- |
| AllMusic                      | [ 1 ]       |
| Chicago Tribune               | [ 2 ]       |
| Christgau's Record Guide      | A+          |
| Encyclopedia of Popular Music | [ 4 ]       |
| Los Angeles Times             | [ 5 ]       |
| MusicHound Rock               | 4/5         |
| Q                             | [ 7 ]       |
| Rolling Stone                 | [ 8 ]       |
| The Rolling Stone Album Guide | [ 9 ]       |
| Saturday Review               | [ 10 ]      |

《Born in the U.S.A.》는 미국의 싱어송라이터 브루스 스프링스틴의 일곱 번째 스튜디오 음반이다. 이 음반은 1984년 6월 4일, 컬럼비아 레코드에 의해 발매되었다. 이 음반의 음악은 스프링스틴에 의해 작곡되었고 그의 E 스트리트 밴드와 프로듀서인 척 플로트킨과 존 랜도와 함께 뉴욕시의 파워 스테이션과 히트 스테이션에서 녹음되었다.
《Born in the U.S.A.》가 처음 발매되었을 때, 이 음반은 긍정적인 평가와 엄청난 상업적 성공을 거두었다. 이 음반은 히트곡 7개를 만들었으며 스프링스틴에 의해 전세계 콘서트 투어로 홍보되었다. 《Born in the U.S.A.》는 2012년까지 3,000만 장이 팔리면서 그의 가장 상업적으로 성공적인 음반이자 가장 많이 팔린 음반 중 하나가 되었다. 이 음반은 또한 비평가들로부터 역대 최고의 음반 중 하나로 인용되었다. 이 음반은 1985년 그래미 어워드에서 올해의 음반으로 지명되었다.

## 작곡 및 녹음
《Born in the U.S.A.》은 1982년 4월 26일부터 5월 14일까지 파워 스테이션 스튜디오에서 녹음된 7개의 트랙으로 구성된 12개의 트랙으로 구성되어 있다. 1982년 4월 27일 녹음된 〈Born in the U.S.A.〉, 〈Downbound Train〉, 〈Working on the Highway〉, 1982년 4월 30일 〈I'm on Fire〉, 1982년 5월 11일 〈Glory Days〉, 1982년 5월 13일 〈Darlington County〉와 1982년 5월 12일~13일 〈I'm Goin' Down〉이다. 〈Cover Me〉는 1982년 1월 25일 더 히트 팩토리에서 녹음된 첫 번째 곡이다. 1983년 10월 25일부터 27일까지 녹음된 〈No Surrender〉, 1983년 10월 10일까지 녹음된 〈Bobby Jean〉, 1983년 6월 29일 녹음된 〈My Hometown〉, 1984년 2월 14일 녹음된 마지막 곡 〈Dancing in the Dark〉 등 4곡이다. 공동 프로듀서인 존 랜도가 이 음반에 싱글이 필요하다고 스프링스틴을 설득한 후 하룻밤 사이에 쓴 곡이다. 《글로리 데이즈》의 데이브 마쉬에 따르면, 스프링스틴은 랜도의 접근에 감명을 받지 않았다. "보세요."라고 그가 으르렁거렸다. "저는 70곡을 작곡했습니다. 한 곡 더 듣고 싶으면 쓰세요."라고 말한다. 어느 정도 김을 내뿜고 나서, 스프링스틴은 다음 날 전체 곡을 쓴 채로 들어왔다.
《Born in the U.S.A.》 세션은 2년 이상(1982년 1월 ~ 1984년 3월)에 걸쳐 약 80곡을 작곡했다. 음반 《Nebraska》를 구성하는 곡들과 그것들을 구분하는 것은 불가능하다. 1982년 1월 《Nebraska》 데모 중 하나를 제외한 모든 곡들은 4월부터 5월까지 E 스트리트 밴드와 함께 녹음되었다. 데모에서 《Nebraska》를 만들기로 한 결정은 이 세션 이후에 내려졌다. 한때 스프링스틴은 더블 음반 발매로 두 소스를 결합하는 것을 고려했다. 그는 1999년 1월 출간된 《모조》와의 인터뷰에서 "나는 이 두 가지 매우 다른 녹음 경험을 했습니다. 저는 두 개의 녹음과 동시에 그들을 내보내려고 했습니다. 어떻게 해야 할지 몰랐습니다."라고 말했다.
이것은 스프링스틴의 경력 중 가장 다작한 부분을 포함한다. 스프링스틴은 1983년의 대부분을 1982년 6월 로스앤젤레스의 할리우드 힐즈 지역에서 구입한 집에서 보냈으며, 1982년 11월부터 12월까지 그의 조수였던 마이크 배틀란이 지은 차고 스튜디오에서 노래를 쓰고 데모를 녹음했다. 《Born in the U.S.A.》 세션 기간 동안, 그는 여러 장의 음반을 구상하였으나, 차례로 취소하고 새로운 자료를 녹음하기 위해 돌아왔다.
《Nebraska》 발매 후 로스앤젤레스에서 솔로 음반을 발매한 스프링스틴은 1983년 5월 뉴욕의 더 히트 팩토리에서 E 스트리트 밴드와 재회했다. 스프링스틴에 따르면, 《Murder Incorporated》라는 제목의 음반을 발매할 계획이 세워졌다. 마침내, 랜도는 〈Dancing in the Dark〉의 녹음 이후, 《Born in the U.S.A.》가 완성되었다는 것을 스프링스틴에게 확신시켰다. 12트랙 발매의 여파는 이 시기부터 "금고에" 남겨진 미사용 음반이 대거 나왔는데, 스프링스틴 팬들은 언젠가 "슈퍼 박스" 기념일 컬렉션이 공개될 것으로 기대하고 있다.

## 곡 목록
모든 곡들은 브루스 스프링스틴에 의해 작사/작곡하였다.
| #  | 제목                       | 재생 시간 |
| -- | -------------------------- | --------- |
| 1. | 〈Born in the U.S.A.〉     | 4:38      |
| 2. | 〈Cover Me〉               | 3:29      |
| 3. | 〈Darlington County〉      | 4:48      |
| 4. | 〈Working on the Highway〉 | 3:13      |
| 5. | 〈Downbound Train〉        | 3:35      |
| 6. | 〈I'm on Fire〉            | 2:40      |

| #   | 제목                    | 재생 시간 |
| --- | ----------------------- | --------- |
| 7.  | 〈No Surrender〉        | 4:01      |
| 8.  | 〈Bobby Jean〉          | 3:48      |
| 9.  | 〈I'm Goin' Down〉      | 3:30      |
| 10. | 〈Glory Days〉          | 4:15      |
| 11. | 〈Dancing in the Dark〉 | 4:04      |
| 12. | 〈My Hometown〉         | 4:34      |

## 인증
| 국가                                                                                         | 인증         | 판매량/출하량 |
| -------------------------------------------------------------------------------------------- | ------------ | ------------- |
| 오스트레일리아 (ARIA)                                                                        | 13× 플래티넘 | 910,000^      |
| 벨기에 (BEA)                                                                                 | 플래티넘     | 75,000*       |
| 캐나다 (뮤직 캐나다)                                                                         | 다이아몬드   | 1,000,000^    |
| 덴마크 (IFPI Danmark)                                                                        | 2× 플래티넘  | 160,000^      |
| 핀란드 (Musiikkituottajat)                                                                   | 2× 플래티넘  | 108,913       |
| 프랑스 (SNEP)                                                                                | 플래티넘     | 458,500       |
| 독일 (BVMI)                                                                                  | 2× 플래티넘  | 1,000,000^    |
| 이탈리아 (FIMI) sales since 2009                                                             | 플래티넘     | 50,000*       |
| 이탈리아                                                                                     | —            | 1,000,000     |
| 일본 (오리콘 차트)                                                                           | —            | 212,700       |
| 멕시코 (AMPROFON)                                                                            | 플래티넘     | 250,000       |
| 뉴질랜드 (RMNZ)                                                                              | 17× 플래티넘 | 255,000       |
| 남아프리카 공화국                                                                            | —            | 100,000       |
| 스페인 (PROMUSICAE)                                                                          | 골드         | 50,000^       |
| 스위스 (IFPI 스위스)                                                                         | 3× 플래티넘  | 150,000^      |
| 영국 (BPI)                                                                                   | 3× 플래티넘  | 1,120,000     |
| 미국 (RIAA)                                                                                  | 15× 플래티넘 | 15,000,000^   |
| *판매량을 기반으로 한 인증 · ^출하량을 기반으로 한 인증 · 판매량+스트리밍을 기반으로 한 인증 |              |               |

## 같이 보기
- 가장 많이 팔린 음반 목록
- 미국에서 가장 많이 팔린 음반 목록